# Pico de Rosario
Pico de Rosario är en bergstopp i Spanien.   Den ligger i provinsen Província de Lleida och regionen Katalonien, i den nordöstra delen av landet, 500 km nordost om huvudstaden Madrid. Toppen på Pico de Rosario är 2 549 meter över havet. Pico de Rosario ingår i Pyrenéerna.
Terrängen runt Pico de Rosario är bergig österut, men västerut är den kuperad. Trakten runt Pico de Rosario är nära nog obefolkad, med mindre än två invånare per kvadratkilometer. Närmaste större samhälle är Vielha, 17,4 km väster om Pico de Rosario. Trakten runt Pico de Rosario består i huvudsak av gräsmarker.